# Santa Coloma (Buenos Aires)
Santa Coloma é uma localidade do Partido de Baradero na Província de Buenos Aires, na Argentina. Sua população estimada em 2001 era de 169 habitantes.